# Nonagria sinuosella
Nonagria sinuosella là một loài bướm đêm trong họ Noctuidae.